# فرودگاه لیک این دا هیل
فرودگاه لیک این دا هیل  (به انگلیسی: Lake in the Hills Airport) یک فرودگاه همگانی بهره‌برداری هوایی است که یک باند فرود آسفالت دارد و طول باند آن ۱۱۵۹ متر است. این فرودگاه در کشور ایالات متحده آمریکا قرار دارد و در ارتفاع ۲۷۱ متری از سطح دریا واقع شده است.